# Белев, Гёнчо
Гёнчо Георгиев Белев (болг. Гьончо Белев; 12 (24) июня 1889, Ихтиман — 24 января 1963) — болгарский писатель.

## Биография
Родился в бедной семье, после ранней смерти отца работал подавальщиком в кофейне, библиотекарем, в 1909 г. перебрался в Софию и устроился писарем в банк. Дебютировал в печати в 1912 году стихотворением в прозе «Горные иммортели», написанным под влиянием Казимира Тетмайера. В годы Первой Балканской войны был добровольцем в Красном Кресте, в Первой мировой войне участвовал как санитар.
В 1920-е гг. сближается с просоветски ориентированными писателями, в 1923 году выпустил первую книгу рассказов «Тайное страдание». В 1933 издал сборник рассказов «Фильм и каменный уголь», 1936 — «Плотина трещит». Белев — автор романов «После ига» (1937), «Трещина» (1939), трилогии «Случаи из жизни Минко Минина» (1945—1952; Димитровская премия). Член Болгарской коммунистической партии с 1944 года.
По случаю 125-летия со дня рождения Тараса Шевченко опубликовал в специальном юбилейном издании — одноименной газете «Тарас Шевченко» — статью «Вечный как народ». Один из авторов присланного в начале мая 1939 года в Союз писателей СССР, посвященного той же дате письма группы болгарских писателей (Георгий Бакалов, Л. Стоянов, Т. Павлов, К. Зидаров и другие), в котором говорилось о значительном влиянии Шевченко на болгарскую литературу II половины XIX века.